# EE-3 (装甲車)
EE-3 ジャララカ（ポルトガル語: Jararaca、中南米に生息するクサリヘビ科の毒蛇、ハララカの意）は、ブラジルのEngesa社が設計・製造する4輪式の偵察用装甲車である。

## 歴史
EE-3装甲車は、第二次世界大戦期にアメリカ合衆国から供与されたM8 グレイハウンド装甲車の後継たる装甲偵察車を必要としたブラジル陸軍の発注を契機に1970年代末から開発がすすめられ、1980年に生産が開始された。
当初は偵察と哨戒のみを目的として開発されたが、後には対戦車ミサイルや地対空ミサイルなどを搭載した派生型も開発された。
EE-3はブラジル陸軍の発注で開発された車両だが、制式採用されたもののブラジル軍の実戦部隊に配備されることはなく、全て海外への輸出に回されている。

## 設計
車体内部の構造は、前部が操縦席、中部が戦闘区画、後部がエンジンルームという、装甲戦闘車両としてはごく一般的な配置になっている。車体構造は、2層式の積層鋼板を溶接して製造されている。乗員は操縦手と車長、無線通信手の3名である。
操縦席には3つのペリスコープが配置されており、操縦手は車体上面のハッチから乗降する。
車長用のターレットは操縦席後部右側に設置されており、周辺警戒用に3つのペリスコープが付属している。ターレットにはM2 12.7mm重機関銃が搭載可能であり、車内に身を隠したまま射撃することもできる。
無線通信手の席は車長用ターレットの左に配置されており、車体上部に独立したハッチが設けられている。

## 採用国

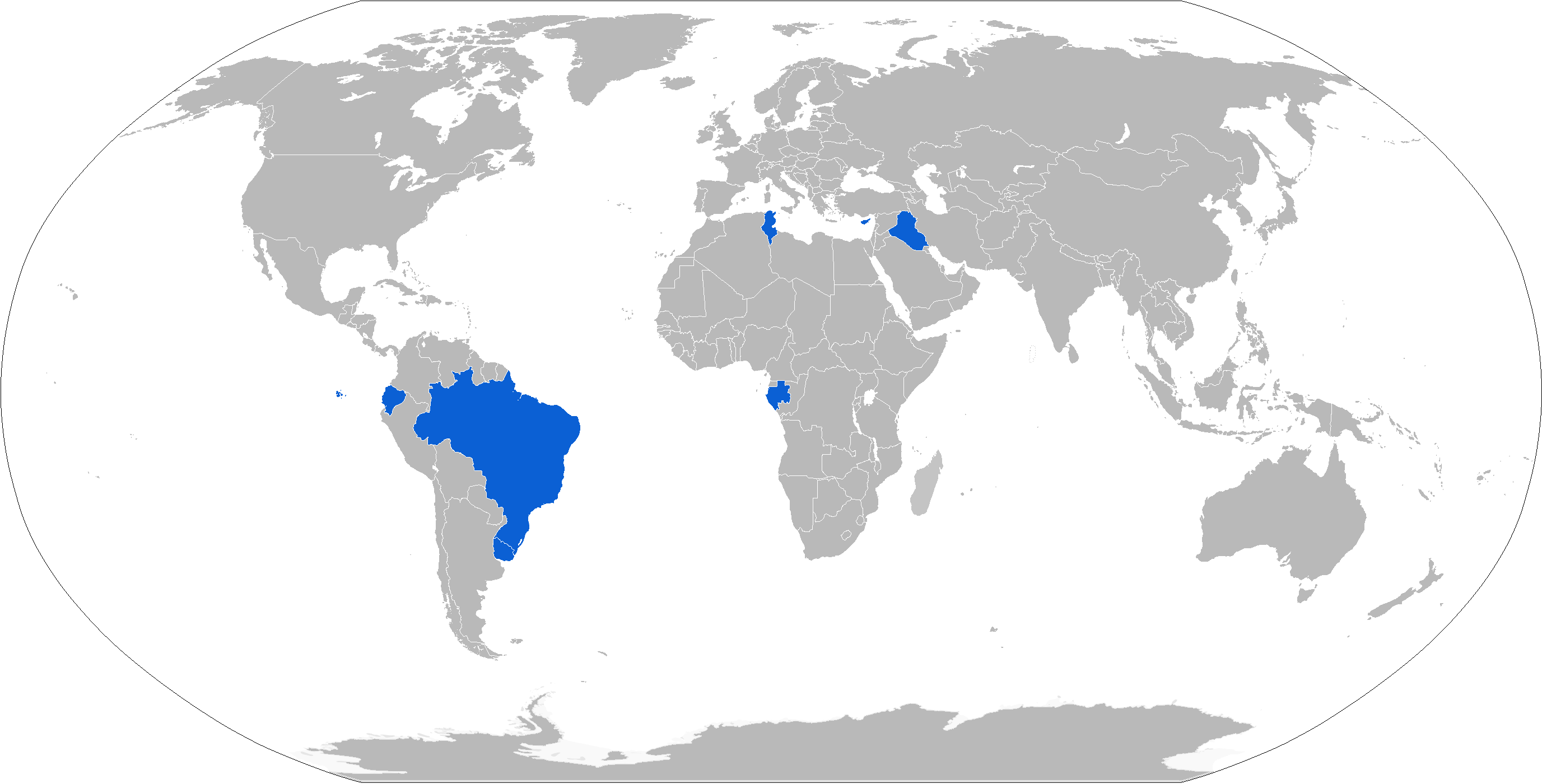
EE-3の採用国

- エクアドル - 2024年時点で、エクアドル陸軍が10両のEE-3装甲偵察車を保有[1]。
- ウルグアイ
- ガボン
- キプロス - 2023年時点で、キプロス国家守備隊が15両のEE-3戦車駆逐車（ミラン搭載型）を保有[2]。